# Ludwik Sasada
Ludwik Sasada OFM (Sosanda) (jap. ルイス笹田 Ruisu Sasada; Ludovicus Sasada, ur. ?, zm. 25 sierpnia 1624 w Shimabara) − błogosławiony Kościoła katolickiego, męczennik, ofiara prześladowań antykatolickich w Japonii, japoński prezbiter z zakonu franciszkanów.

## Życiorys
Data urodzenia Ludwika Sasady nie jest znana, wiadomo że pochodził z chrześcijańskiej rodziny. Był uczniem ojca Ludwika Sotelo. W 1613 roku wstąpił do zakonu franciszkanów po czym odbył podróż do Hiszpanii i Rzymu. Po powrocie z Europy w Manili otrzymał święcenia kapłańskie.
Po okresie wzmożonej działalności misyjnej Kościoła katolickiego, gdy w 1613 roku siogun Hidetada Tokugawa wydał dekret, na mocy którego zakazano praktykowania i nauki religii, a pod groźbą utraty życia wszyscy misjonarze mieli opuścić Japonię, rozpoczęły się trwające kilka dziesięcioleci krwawe prześladowania chrześcijan.
Aresztowano go w Nagasaki wraz z oo. Ludwikiem Sotelo i Ludwikiem Baba, gdy powracali do ojczyzny. Uwięzieni zostali na terenie miasta Ōmura. 24 sierpnia wydano wyrok śmierci, który wykonano następnego dnia w Shimabarze. Na stosie spalono trzech misjonarzy: Michała Carvalho SJ, Piotra Vázqueza OP, Ludwika Sotelo OFM i dwóch japońskich franciszkanów: Ludwika Sasadę oraz Ludwika Babę. Grupa, do której należał Ludwik Sasada padła ofiarą nienawiści skierowanej przeciw wierze reprezentowanej przez katolickich misjonarzy, którzy nie podporządkowali się dekretowi Hidetady Tokugawy.
7 lipca 1867 papież Pius IX beatyfikował Alfonsa z Navarrete i 204 towarzyszy, zabitymi za wyznawanie wiary w krajach misyjnych, wśród których był Ludwik Sasada. Śmierć męczenników upamiętnia obelisk wystawiony w Ōmurze.
Dies natalis jest dniem, kiedy w Kościele katolickim obchodzone jest wspomnienie liturgiczne błogosławionego.